# Paddy McNair
Patrick James Coleman McNair (født 27. april 1995) er en nordirsk professionel fodboldspiller, som spiller for EFL Championship-klubben West Bromwich Albion, hvor han er lånt til fra San Diego, og Nordirlands landshold.

## Klubkarriere

### Manchester United
McNair begyndte sin karriere hos Manchester United, og fik sin debut for førsteholdet den 27. september 2014 i en kamp imod West Ham United, som Manchester United vandt 2–1. Som resultat af skader til flere førsteholdsspillere, så fik McNair meget spilletid i sæsonen, og fik ros for sit spil af træner Louis van Gaal.

### Sunderland
McNair skiftede i august 2016 til Sunderland på en fast aftale, da klubberne blev enige om en handel der sendte både McNair og Donald Love til klubben. Hans to sæsoner med klubberne var dog ikke en succes, da han var skadesplaget over de to sæsoner, som resulterede i, at Sunderland rykkede ned to år i streg.

### Middlesbrough
McNair skiftede i juni 2018 til Middlesbrough. Han blev i 2020-21 sæsonen kåret som årets spiller i klubben.

### San Diego

#### Skifte og leje til West Brom
McNair skiftede i juli 2024 til den nyoprettet klub San Diego FC. Eftersom at klubben først begynder at spille i Major League Soccer i januar 2025, så blev han lejet til West Bromwich Albion for resten af 2024.

## Landsholdskarriere

### Ungdomslandshold
McNair har repræsenteret Nordirland på flere ungdomsniveauer.

### Seniorlandshold
McNair debuterede for Nordirlands landshold den 25. marts 2015. Han var del af Nordirlands trup til EM 2016.

## Titler
individuelle
- Middlesbrough Årets spiller: 1 (2020-21)